# Петар Аранитовић
Петар Аранитовић (Београд, 20. септембар 1994) је српски кошаркаш. Игра на позицијама плејмејкера и бека, а тренутно наступа за Цибону. Његов млађи брат Александар такође се бави кошарком.

## Каријера
Петар је кошарком почео да се бави у локалном клубу Војвода Степа, а након тога у Пробаскету и Јубаку. Након тога наступао је за млађе категорије Црвене звезде где је уочен његов таленат. Године 2010. са Црвеном звездом осваја титулу првака Србије у јуниорској конкуренцији. Ипак не одлучује да потпише професионални уговор са Црвеном звездом и 2012. године први професионални уговор потписује за Партизан.

### Партизан
У Партизану није одмах добио шансу у првом тиму, али је веома успешно наступао за јуниорски. Поново је освојио јуниорску титулу Србије 2013. године, победом над Црвеном звездом службеним резултатом 20:0 у финалу. Прву озбиљнију прилику у сениорском тим је добио на финалном турниру Купа Кораћа 2014. године. У поразу од екипе ФМП-а у четвртфиналу турнира, пружио је веома добру игру постигавши 20 поена. Ипак након тога поново није добијао озбиљнију шансу. У следећој сезони је био стандардан члан првог тима али га је тренер Вујошевић убацио у игру само у првом колу против Солнока када је постигао 2 поена.
Ипак почетком следеће 2015/16. сезоне добија значајно више простора у у игри. Током припремног периода имао је завидан учинак, а већ на првој утакмици против Игокее на којој је добио више простора постигао је 24 поена уз 5 погођених тројки.

### Репрезентација
Био је члан репрезентације Србије до 20. година која је 2014. године освојила бронзану медаљу на Европском првенству.

## Успеси

### Клупски
- Партизан:
  - Првенство Србије (1): 2013/14.

### Репрезентативни
- Европско првенство до 20 година:  2014.